# Stephenia caecilia
Stephenia caecilia is een vlinder uit de familie van de Nymphalidae. De wetenschappelijke naam van deze soort is voor het eerst voorgesteld als Papilio caecilia door Johann Christian Fabricius in een publicatie uit 1781.

## Verspreiding
De soort komt voor in de savannes van Senegal, Gambia, Guinee-Bissau, Guinee, Mali, Sierra Leone, Liberia, Ivoorkust, Burkina Faso, Ghana, Togo, Benin, Nigeria, Kameroen, Tsjaad, Soedan, Congo-Kinshasa, Ethiopië, Oeganda, Kenia, Tanzania en Malawi.

## Waardplanten
De rups leeft op soorten van de passiebloemfamilie (Passifloraceae) waaronder Adenia cissampeloides en Tricliceras pilosum.